# Puente de las Cabras
El puente de las Cabras es un puente medieval románico situado en la localidad soriana de Fuentepinilla (España), que cruza el río Fuentepinilla. Se encuentra a unos 100 metros de la localidad, junto a la carretera SO-110, en dirección a Fuentelárbol y Abejar.
Se trata de un puente de sillería de un solo arco, con alto peralte central y pretiles rectos de mampostería. Está reforzado con contrafuertes triangulares a ambos lados del mismo. El puente se levantó sobre uno anterior de origen romano.